# Shulamith Soloveitchik Meiselman
Pour les articles homonymes, voir Soloveitchik.
Shulamith "Shayna" Soloveitchik Meiselman (née le 28 décembre 1913 ou en 1912 en  Russie et morte le 5 juillet 2009, à Jérusalem, Israël) est une éducatrice juive américaine née en Russie. Elle est la fille du rabbin Moshe Soloveichik et la sœur du rabbin Joseph B. Soloveitchik.

## Biographie
Shulamith Soloveitchik,  est née 28 décembre 1913 ou en 1912 en Russie. Elle est la fille du rabbin Moshe Soloveichik (né en 1879 à Valojyn en Biélorussie et mort le 31 janvier 1941 à Manhattan, New York) et de Pescha "Pesia" Feinstein (née le 13 avril 1880 et morte le 2 janvier 1967, à Boston). Elle est la sœur du rabbin Joseph B. Soloveitchik (né le 27 février 1903 à Proujany, Biélorussie et mort le 9 avril 1993 à Boston).

### Famille
Elle épouse Harry Meiselman, un chirurgien dentiste. Elle est la mère du rabbin Moshe Meiselman, Rosh Yeshiva de la Yeshiva Toras Moshe à Jérusalem, qu'il établit en 1982.

### New York
Elle immigre aux États-Unis en 1930, venant de Varsovie, en Pologne. Pour aider sa famille, elle travaille dans une manufacture de chapeaux dans le Lower East Side de Manhattan.

### Études
Elle apprend l'anglais. Elle étudie à l'université de New York, tout en continuant à travailler. Elle ne reçoit pas son diplôme en histoire en 1936, car elle doit travailler.

### L'École Maïmonide de Boston
Son frère, le rabbin Joseph B. Soloveitchik fonde  l'École Maïmonide de Boston à Brookline en 1937. Elle s'implique dans la fondation et la croissance de cette école. Cette école juive moderne orthodoxe est mixte.

### Mort
Elle est morte le 5 juillet 2009, d'une double pneumonie, à l'hôpital Sharei Tzedek (centre médical Shaarei Tzedek) de Jérusalem, à l'âge de 97 ans.

## Œuvre
- (en) Shulamith Soloveitchik Meiselman. The Soloveitchik Heritage. A Daughter's Memoir. KTAV Publishing House, Hoboken, New Jersey, 1995. UPNE, 2004.  (ISBN 1584653388),  (ISBN 9781584653387)